# FIBA 3x3 World Tour
Il FIBA 3x3 World Tour è un tour internazionale di pallacanestro 3x3 maschile, a cui partecipano squadre professionistiche. Il torneo è organizzato dalla Federazione Internazionale Pallacanestro.
Nel 2019, sono stati lanciati il FIBA 3x3 Pro Series e il FIBA 3x3 Women Series.

## Qualificazioni
Il FIBA 3x3 Men's Pro Circuit si riferisce al sistema di competizioni per squadre professioniste su base cittadina. Questo circuito "pro" include anche il FIBA 3x3 World Tour, più altri tornei che fungono da qualificazione.

## Albo d'oro
| Anno | Sede       | Vincitore             | Secondo posto     | Terzo posto          | Note  |
| ---- | ---------- | --------------------- | ----------------- | -------------------- | ----- |
| 2012 | Miami      | San Juan              | Split             | Edmonton             | [ 2 ] |
| 2013 | Istanbul   | Brezovica             | Novi Sad          | Caracas              | [ 2 ] |
| 2014 | Sendai     | Novi Sad              | Saskatoon         | Kranj                | [ 2 ] |
| 2015 | Abu Dhabi  | Novi Sad Al-Wahda     | Kranj             | New York Harlem      | [ 2 ] |
| 2016 | Abu Dhabi  | Ljubljana (2)         | Hamamatsu         | Caguas               | [ 2 ] |
| 2017 | Pechino    | Zemun                 | Novi Sad Al-Wahda | Piran                | [ 2 ] |
| 2018 | Pechino    | Novi Sad Al-Wahda (3) | Riga              | Amsterdam            | [ 3 ] |
| 2019 | Utsunomiya | Novi Sad Al-Wahda (4) | Princeton         | Riga                 | [ 4 ] |
| 2020 | Gedda      | Riga                  | Liman             | Utena Uniclub        | [ 5 ] |
| 2021 | Gedda      | Liman                 | Gagarin           | Amsterdam Talent&Pro | [ 6 ] |
| 2022 | Abu Dhabi  | Ub Huishan NE         | Vienna            | Amsterdam HiPro      | [ 7 ] |
| 2023 | Gedda      | Ub Huishan NE         | Amsterdam HiPRO   | Antwerp TOPdesk      | [ 8 ] |

## Premi

### Most Valuable Player
- 2015 —  Dušan Domović Bulut ( Novi Sad)[9]
- 2016 —  Jasmin Hercegovac ( Ljubljana)
- 2017 —  Stefan Stojačić ( Liman)
- 2018 —  Dušan Domović Bulut ( Novi Sad Al-Wahda)[10]
- 2019 —  Dominique Victor Jones ( NY Harlem)
- 2020 —  Nauris Miezis ( Riga)[5]
- 2021 –  Mihailo Vasić ( Liman)[11]
- 2022 –  Marko Branković ( Ub Huishan NE)[12]
- 2023 –  Strahinja Stojačić ( Ub Huishan NE)[13]

### Most Spectacular Player
- 2015 —  Terrence Romeo ( Manila West)[14]
- 2016 —  Dušan Domović Bulut ( Novi Sad Al-Wahda)[14]
- 2017 —  Michael Linklater ( Saskatoon)[14]
- 2018 —  Dušan Domović Bulut ( Novi Sad Al-Wahda)[14]
- 2019 —  Dušan Domović Bulut ( Novi Sad Al-Wahda)[14]

## Vincitori dei contest individuali

### Dunk Contest
- 2012 —  Rafał 'Lipek' Lipiński[15]
- 2013 —  Rafał 'Lipek' Lipiński[16]
- 2014 —  Rafał 'Lipek' Lipiński[17]
- 2015 —  Rafał 'Lipek' Lipiński[18]
- 2016 —  Miller[19]
- 2017 —  Rafał 'Lipek' Lipiński[20]
- 2020 —  Piotr Grabowski[5]
- 2022 –  Piotr Grabowski[7]

### Shoot-Out Contest
- 2012 —  Angel Santana ( Bucharest UPB)[21]
- 2013 —  Fandi Andika Ramadhani ( Jakarta)[22]
- 2014 —  Dejan Majstorović ( Novi Sad)[23]
- 2015 —  Derek Griffin ( Denver)[24]
- 2016 —  Marcin Chudy ( Gdansk)[25]
- 2017 —  Steve Sir ( Saskatoon)[26]
- 2020 —  Stefan Kojić ( Liman)[5]
- 2022 –  Arvin Slagter ( Amsterdam HiPro)[7]